# Le Zèbre (entreprise)
Pour les articles homonymes, voir Le Zèbre.
Le Zèbre est un constructeur automobile français de 1909 à 1931 installé à Suresnes, puis à Puteaux. La société est fondée par Jules Salomon avec Georges Richard grâce à un financement provenant de Jacques Bizet, le fils du compositeur Georges Bizet.
Différents membres de cette société seront à l'origine de la société Amilcar. Mais la société Le Zèbre est surtout à l'origine, ou plus exactement aux prémices, de l'automobile populaire.

## Histoire

### Fondation
Jules Salomon, jeune diplômé de l'École de commerce et d'industrie de Bordeaux, commence sa carrière professionnelle aux Établissements Rouart frères, spécialisés dans la fabrication de moteurs. Beau de Rochas, alors également employé dans la même entreprise, lui fait profiter de son expérience et l'initie aux rudiments de la mécanique. Plus tard, il fait la rencontre de Jacques Bizet chez Georges Richard, constructeur automobile. Ce dernier désire devenir célèbre et graver son nom dans l'histoire, ambition réalisable avec la création d'une automobile portant son nom.
En 1909, Salomon développe et produit alors la type A, qui est un véritable succès. Grâce à une conception particulièrement économique à fabriquer, elle se révèle être une véritable voiture populaire, notamment en raison de son prix - 3 000 Francs, soit 1 000 F de moins que la moins chère des concurrentes. Les deux amis ne pouvant donner tous les deux leur nom à l'automobile, ils optent pour le nom de « Le Zèbre ». Il semble que le nom soit à l'origine un sobriquet attribué à un commis de leur ancien employeur, qui courait vite et souvent. Ils fondent ensemble leur propre société, dont la raison sociale est « Bizet constructions ». C'est uniquement en 1911 que l'entreprise se transforme en « Société anonyme des automobiles Le Zèbre ».

### Automobiles économiques

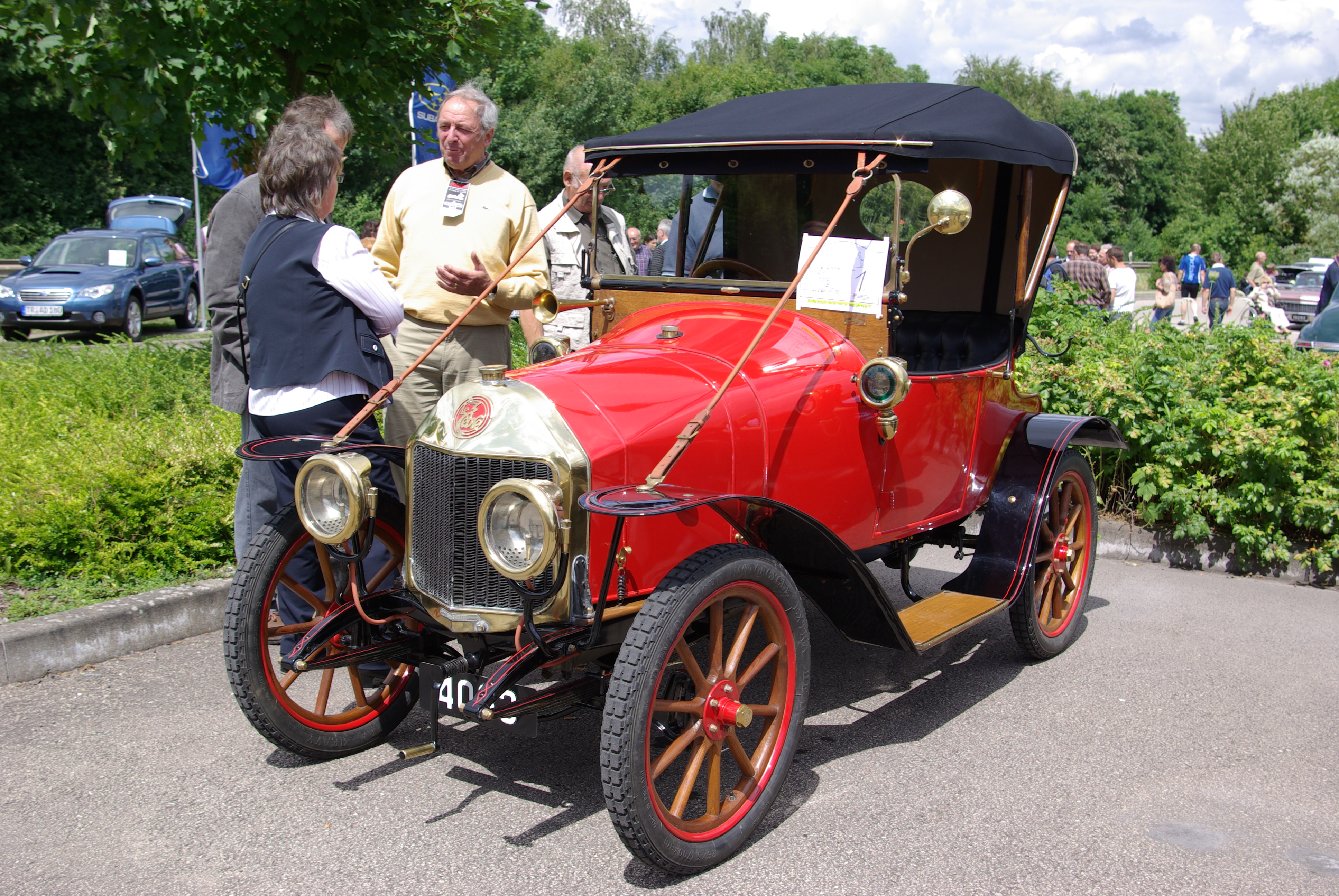
Une Le Zebre C5 de 1913.

Bien que certains considèrent les automobiles Le Zèbre plus proches des « cyclecars » que des automobiles en raison de leurs dimensions, les ventes de type A, à moteur monocylindre, sont importantes grâce notamment au soutien de Baudry de Saunier, le plus grand journaliste automobile de l'époque. La « niche commerciale » dans laquelle se sont lancés Salomon et Bizet est prometteuse si bien qu'ils réalisent un nouveau « tour de force économique » avec la mise en vente de la type B. Plus imposante, propulsée par un quatre cylindres de 10 CV, elle est vendue à seulement 6 000 F.
Économiques, les automobiles Le Zèbre sont légères et maniables si bien que la Première Guerre mondiale n'a pas d'effets dévastateurs, comme elle en a eu sur d'autres constructeurs. En effet, les automobiles Le Zèbre sont très vite utilisées comme engins de liaison par l'armée. Dès 1915, le Ministère de la guerre passe une commande de 40 automobiles par mois et de fourniture de diverses pièces militaires.

### Rupture et remaniements

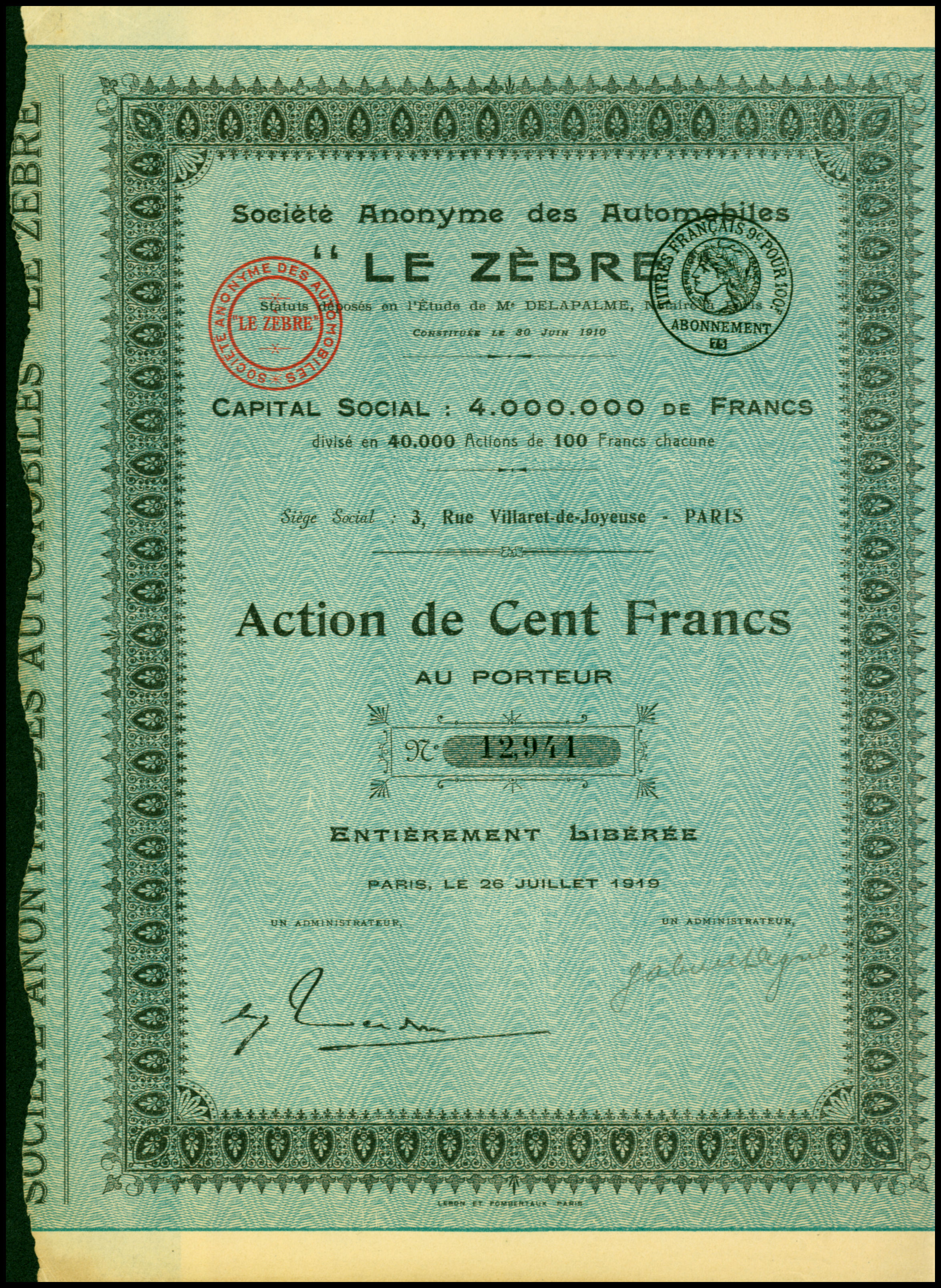
Action du SA des Automobiles Le Zèbre, en date du 26 juillet 1919.

L'année 1917 marque la fin du conflit mondial mais annonce également la rupture entre les deux fondateurs de la société. Jules Salomon quitte la société et rencontre André Citroën, alors directeur général chez Mors. Jacques Bizet quitte également la société quelque temps plus tard. La société continue son cours, en produisant de nouveaux modèles, sans connaitre le même succès qu'auparavant. Il faut attendre 1924 pour espérer un renouveau, grâce au développement de la Type Z. L'ingénieur anglais Harry Ricardo, connu dans le monde de l'automobile pour ses études sur les systèmes de combustion, est à l'origine du projet. Cependant, l'automobile ne se vend pas et la société met un terme à ses activités en 1931.

## Modèles
- Type A ; 5 CV, 1909-1917, 601 cm³ (85 mm alésage 106 mm course)
- Type B
- Type C
- Type D ; 8 CV, 1919-1923, 998 cm³ (55 mm alésage 105 mm course)[3]
- Type E
- Type Z